# Hugo von Habermann

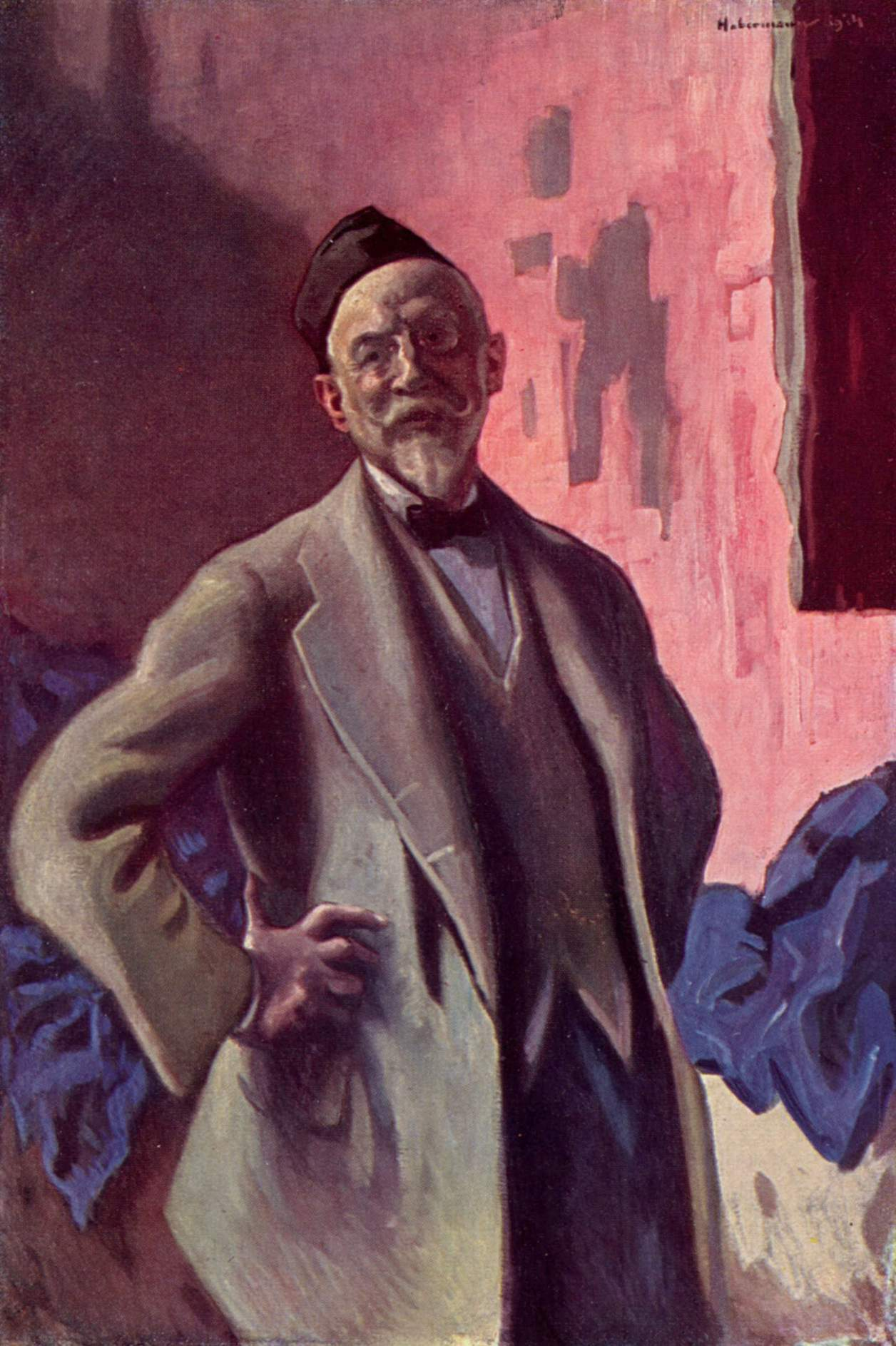
Selbstporträt (1914)

Hugo Joseph Anton Freiherr von Habermann (* 14. Juni 1849 in Dillingen; † 27. Februar 1929 in München, auch Hugo von Habermann d. Ä., um ihn von seinem gleichnamigen Neffen und Maler Hugo von Habermann d. J., 1899–1981, zu unterscheiden) war ein deutscher Maler und Zeichner. Er wurde besonders durch figürliche Werke und als Porträtmaler bekannt.

## Leben
Er wurde als Sohn des Rittmeisters Philipp Freiherr von Habermann und seiner Frau Pauline geb. Gräfin Leutrum von Ertingen in Dillingen an der Donau geboren. 1858 zog er mit seiner Familie nach München und besuchte das Ludwigsgymnasium. 1862 wurde er Schüler des vornehmsten Gymnasiums der Stadt, des Wilhelmsgymnasiums, und nahm unter anderem Zeichen- und Malunterricht. Sein Jurastudium fing er 1868 an, studierte aber mit wenig Begeisterung. Sein Interesse lag bei der Malerei.
Hugo von Habermann schrieb über seine Kindheit:
„Ich habe schon als Knabe viel gezeichnet, in allen Lehrbüchern; ich war immer von den Erscheinungen der Umgebung angezogen. Ich habe immer gerne auf dem Lande in verborgenen Ecken, die niemandem gefielen, herumgelegen, geträumt und Bilder gesehen.“
Im Jahre 1870 war er Offizier im Deutsch-Französischen Krieg in Frankreich. Im selben Jahr entstand auch sein erstes Gemälde „Ährenlesende Ruth und Boas“.
In Ingolstadt war er 1871 als Betreuer für Künstler, die dort Bilder von Kriegsgefangenen anfertigten, zuständig und fasste vermutlich dort den Entschluss, sein Jurastudium aufzugeben und Maler zu werden.
Als er nach München zurückkehrte, nahm er Unterricht bei Herrmann Schneider und wurde am 30. November 1871 an der Akademie der bildenden Künste aufgenommen. Im Jahre 1874 wurde er Student in der Meisterklasse des Direktors der Akademie, des Historienmalers Karl Theodor von Piloty. In die Münchner Künstlergenossenschaft trat er 1878 ein und stellte erstmals seine Bilder aus. Sein Studium beendete er 1879 und er bezog in direkter Nachbarschaft zu dem Maler Bruno Piglhein ein Atelier in der Findlingstrasse 28.

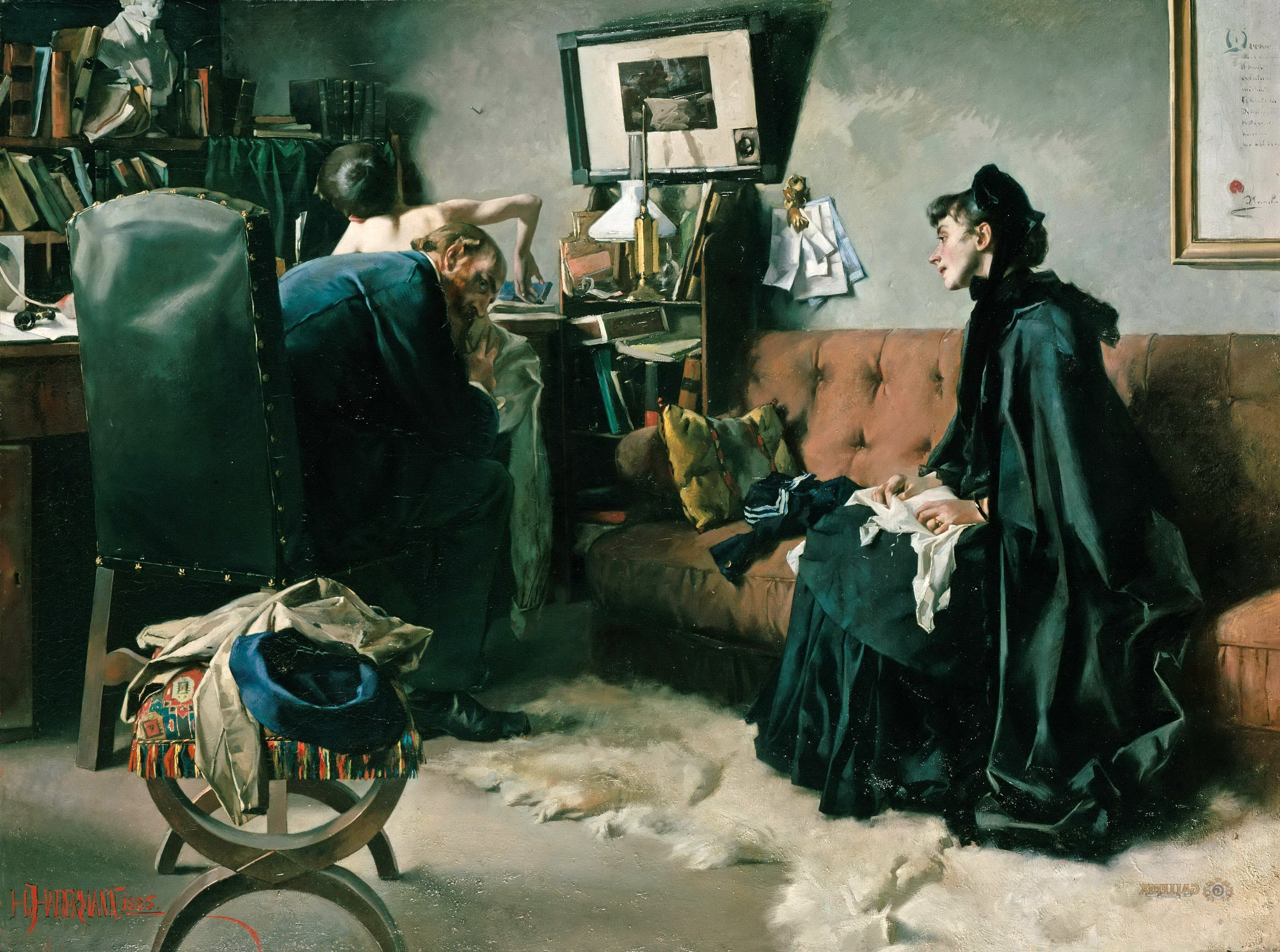
Konsultation (Ein Sorgenkind), 1886

Mit Bruno Piglhein und Fritz von Uhde eröffnete er 1880 eine Privatschule der Malerei. Diese musste wegen Schülermangels wieder geschlossen werden. Im selben Jahr trat er der Künstlervereinigung Allotria bei. Bei einer Ausstellung mit dem Bild „Ein Sorgenkind“, wurde die Kunstszene auf ihn aufmerksam. Für dieses Bild bekam er im Glaspalast eine Goldmedaille.
Bei der Internationalen Kunstausstellung in München erhielt er 1897 den Professortitel von Luitpold von Bayern verliehen, als Anerkennung für das Porträt „Salome“.
1928 zog sich Habermann in sein Atelier zurück. Er erkrankte und verließ das Haus nur noch selten.
Hugo von Habermann d. Ä. war Vorstandsmitglied im Deutschen Künstlerbund.

## Schüler
- Albert Aereboe
- Willi Breest
- Karl Gatermann der Ältere
- Hugo von Habermann d. J.
- Leo Sebastian Humer
- Erich Klahn
- Franzjosef Klemm
- Franz Klemmer
- Hugo Kunz
- André Lambert (1884–1967)
- Horst de Marées
- Richard Mauch
- Armin Reumann
- Josip Račić
- Karl Sager (1885–1915)
- Freiherr Max von Schellerer (1892–1982)
- Julius Wolfgang Schülein
- Josef Wittmann
- Hans Fuglsang
- Nicolae Tonitza

## Werke
(Auswahl)
- Ährenlesende Ruth und Boas, 1870
- Judith und Holofernes, 1873
- Leichenrede des Marc Anton, 1873
- Ratsherr, 1874
- Mädchen im Grünen, 1880
- Ein Sorgenkind, 1886

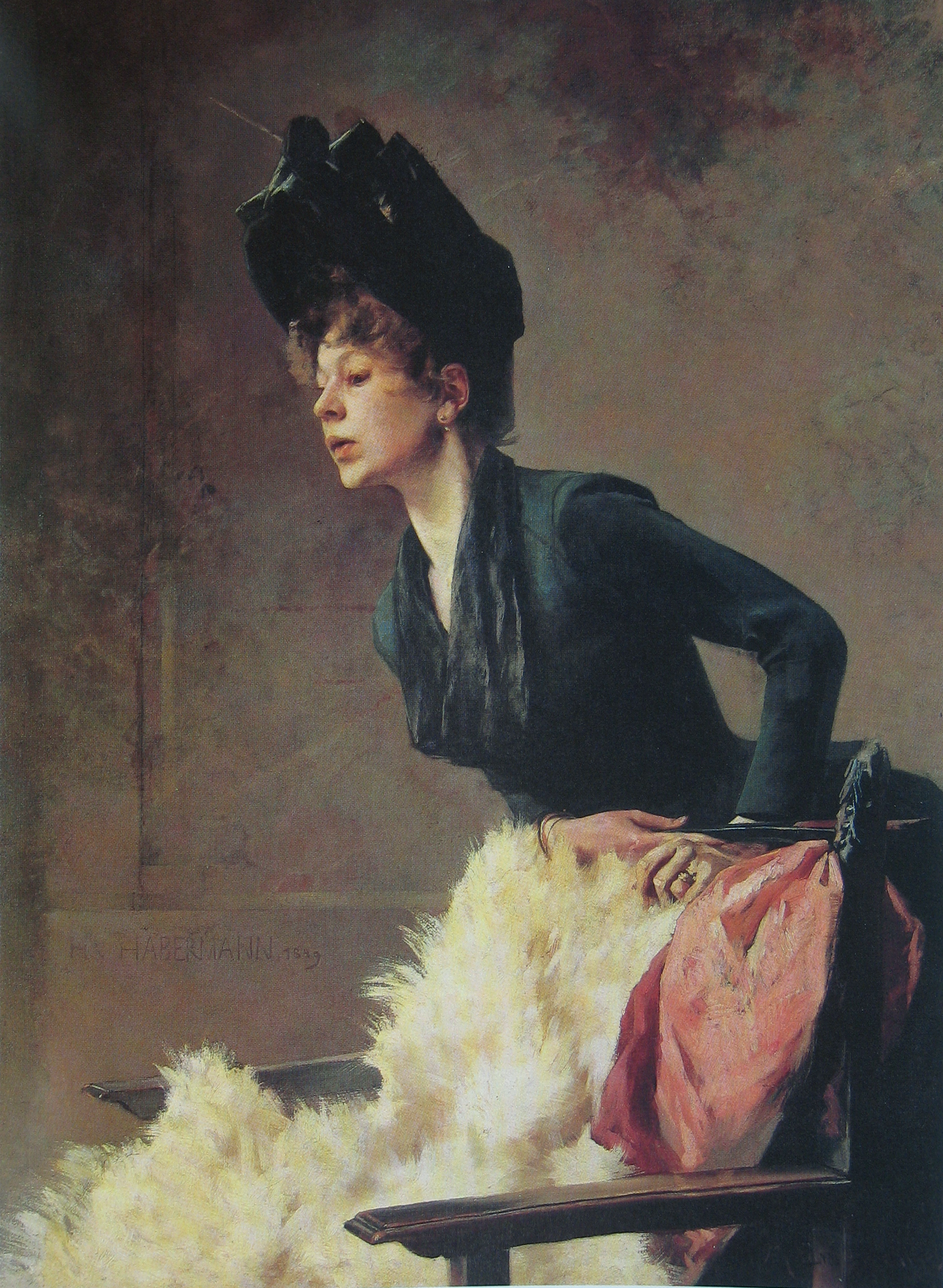
Bildnis einer jungen Dame, um 1889

- Morgendämmerung in der Krankenstube, 1887
- Salome, 1897
- Eugenie Knorr, 1897
- Olga Hess, 1897
- Mänade, um 1900